# Киллей (Типперэри)
Киллей (Килла; англ. Killea [ˈkɪleɪ]; ирл. Cill Aodha) — деревня в Ирландии, находится в графстве Северный Типперэри (провинция Манстер) у трассы N62.
Местная школа была открыта в 1895 году. На январь 2009 года в ней было 32 ученика.